# Acueducto de Pontcysyllte

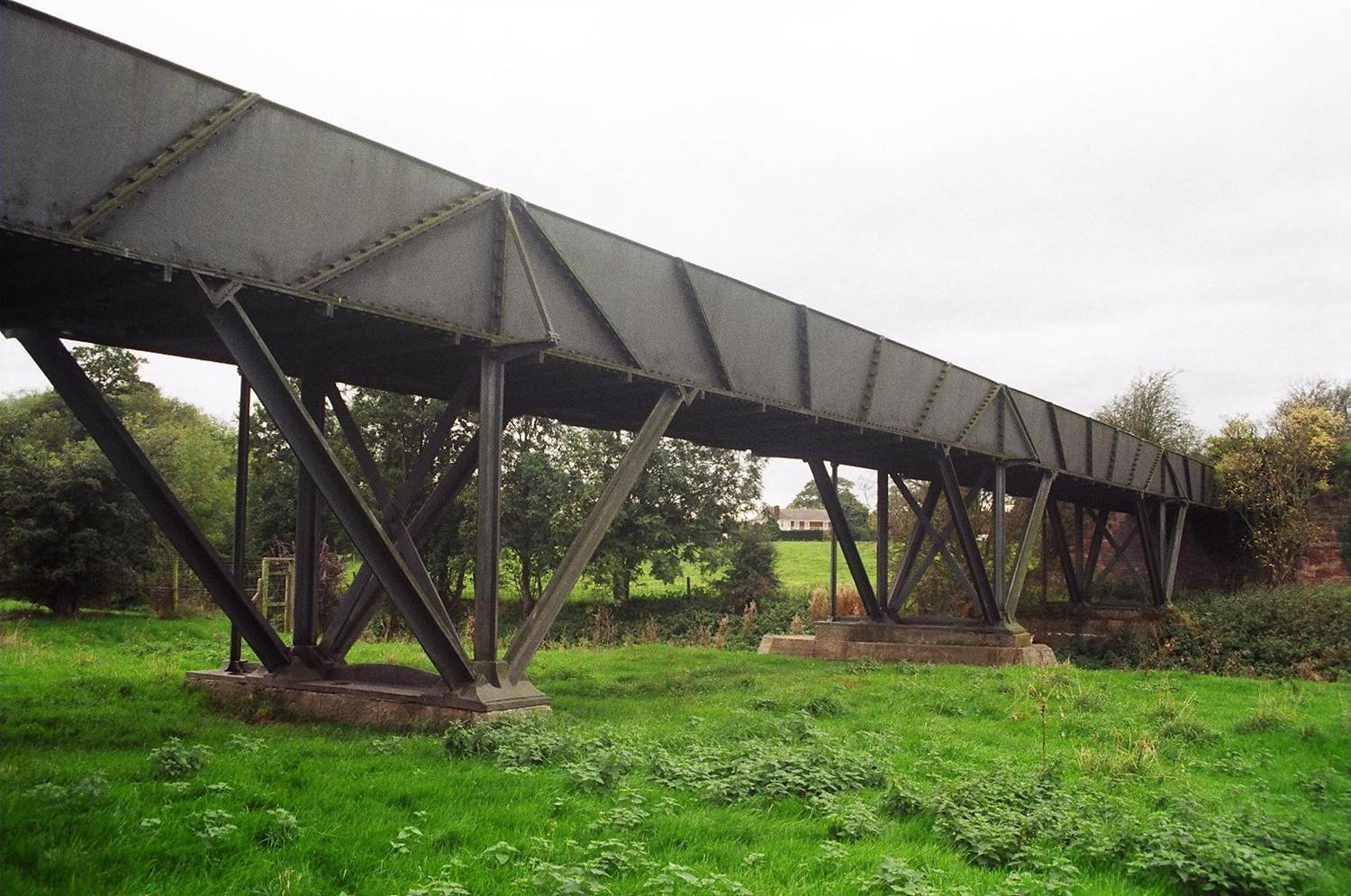
El acueducto Longdon-on-Tern, una construcción similar.

El acueducto de Pontcysyllte (en galés: Traphont Ddŵr Pontcysyllte; pronunciado: pɔntkəˈsəɬtɛ) es un acueducto navegable que lleva el canal de Llangollen sobre el valle del río Dee, entre las localidades de Trevor y Froncysyllte, en el condado de Wrexham al noreste de Gales. Culminado en 1805, es el acueducto más largo y alto en Gran Bretaña, un monumento clasificado grado I y declarado Patrimonio de la Humanidad.

## Historia
El acueducto, construido por Thomas Telford y William Jessop, tiene 306,93 m de longitud, 3,35 m de anchura y 1,6 m de profundidad. Consiste en un canal de hierro fundido apoyado en 38 m de hierro arqueado sobre el río por diecinueve pilares de mampostería, cada uno con un ancho de 16,0 m. Existió gran escepticismo sobre el método de construcción empleado, pero Telford confiaba en el mismo: ya había construido por lo menos uno con anterioridad: el acueducto de Longdon-on-Tern en el canal de Shrewsbury. Fue una de las mayores proezas de la ingeniería civil realizados por el ingeniero Thomas Telford (supervisado por el ingeniero de canales más experimentado William Jessop). El hierro fue proporcionado por William Hazledine de sus fundiciones en Shrewsbury y de la cercana Cefn Mawr. Fue inaugurado el 26 de noviembre de 1805, habiendo tomado alrededor de diez años diseñarlo y construirlo a un costo total de 47 000 £.